# 三星Galaxy A42 5G
三星Galaxy A42 5G是一款由韓國三星電子在2020年9月2日發布的中低檔Android智慧型手機，屬於該公司Galaxy A系列的一部份，於同年11月11日開售。顏色方面，設有黑，白及灰色可供選擇。螢幕採用了自家的Super AMOLED面板，720x1600分辨率，並且支援了螢幕下光學指紋識別技術，手機本身配備雙SIM卡槽，並支援雙卡雙待功能。而出廠預設的作業系統為基於Android 10的One UI 2.5 ，可升級至基於Android 12的One UI 4.1，並提供開賣日起3年的系統安全更新支援和三星Knox保安措施，可增強系統安全性，是Galaxy A41的繼任者。 